# Casa do Presidente (Trinidade e Tobago)
A Casa do Presidente é a residência oficial do presidente de Trinidade e Tobago, localizada na cidade capital de Porto de Espanha, na ilha de Trinidade. Fica ao lado do Royal Botanic Gardens .

## História

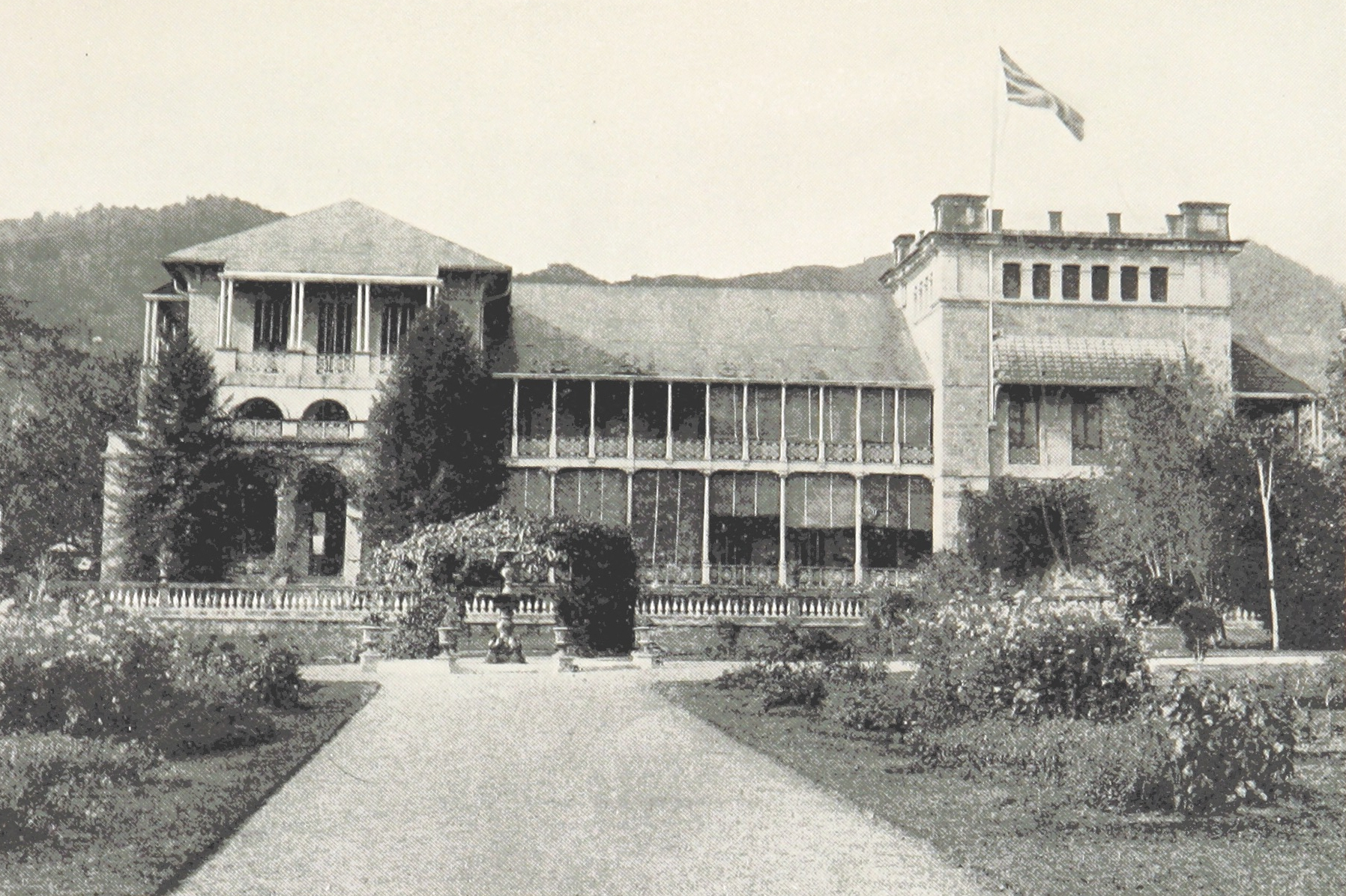
Em 1895, quando era a Casa do Governador (Casa do Governo)

Uma construção anterior no local, conhecida como "O Chalé", era usada como residência do governador desde 1867. A atual residência foi construída entre 1873 e 1876. A fachada de pedra é de calcário azul local. O telhado é coberto com ardósia Welsh Dutchess. O edifício contém colunas e grades vitorianas e portais arqueados e galerias em estilo italiano.
A mansão foi usada como residência do Governador de Trinidade e Tobago e do Monarca do Reino Unido de 1876 a 30 de abril de 1958, quando se tornou a residência do Governador-Geral da Federação das Índias Ocidentais.
Trinidade e Tobago alcançou a independência em 31 de agosto de 1962. A mansão foi usada como museu e galeria de arte por um período, até se tornar novamente a residência dos Governadores Gerais e da Rainha de Trinidade e Tobago .
Quando o país se tornou uma república em 1976, a mansão do Governador-Geral foi posteriormente designada como "Casa do Presidente" e se tornou a residência do Presidente da República de Trinidade e Tobago.

## Atualmente
Hoje, além de residência particular do presidente, o casarão é utilizado para premiações nacionais e cerimônias de juramento, além de recepções diplomáticas. O escritório do presidente está localizado em um prédio separado no terreno da mansão.